# Dystrykt Mirpur
Dystrykt Mirpur (urdu: ضلع میر پور) – dystrykt w północno-wschodnim Pakistanie w Azad Dżammu i Kaszmirze. W 1998 roku liczył ok. 334 000 mieszkańców. Siedzibą administracyjną dystryktu jest Mirpur.